# Melito di Napoli
Melito di Napoli är en ort och kommun i storstadsregionen Neapel, innan 2015 provinsen Neapel, i regionen Kampanien i Italien. Kommunen hade 37 943 invånare (2017).